# Viennoiserie danoise
 Une viennoiserie danoise ou tout simplement une danoise est une pâtisserie feuilletée sucrée appartenant à la catégorie des viennoiseries. Elle fut introduite au Danemark par des boulangers autrichiens, avant de devenir une spécialité danoise. Tout comme les autres viennoiseries, par exemple les croissants, elle se prépare avec une pâte feuilletée levée, ce qui lui donne une texture en plusieurs couches.
Les viennoiseries danoises ont été introduites aux États-Unis par le biais de l'immigration et sont maintenant populaires dans le monde entier.

## Composition
Une viennoiserie danoise se prépare avec une pâte levée à la levure, elle-même composée de farine de blé, de lait, d'œufs, de sucre, et d'une grande quantité de beurre ou de margarine.
La pâte levée est finement étalée, recouverte de fines quantités de beurre entre chaque couche, avant d'être pliée et abaissée plusieurs fois dans le but d'obtenir 27 couches,. Si nécessaire, la pâte est refroidie entre les plis pour en faciliter la manipulation. Le processus d'abaissage, de beurrage, de pliage et de réfrigération est répété plusieurs fois pour créer une pâte à plusieurs couches, aérée et croustillante à l'extérieur, au bon[non neutre] goût de beurre.
Le beurre est la matière grasse traditionnellement employée en pâtisserie danoise. Cependant, dans la production industrielle, des matières grasses moins coûteuses, telles que l'huile de tournesol hydrogénée, sont généralement utilisées.

## Terminologie

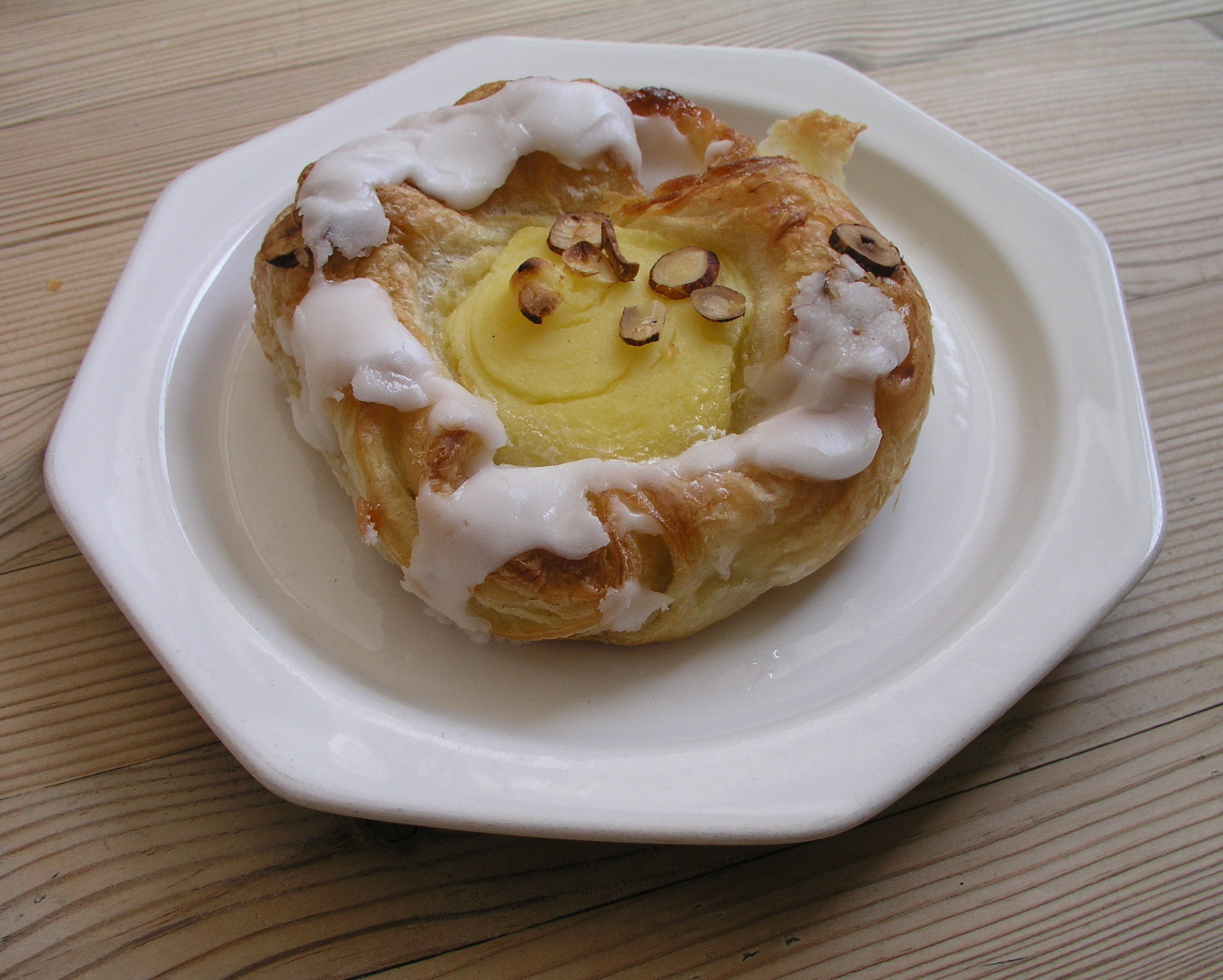
Une variante répandue de cette viennoiserie au Danemark, en Finlande, en Suède et en Norvège,,,.

En danois, en norvégien et en suédois, le terme désignant une pâtisserie danoise est wienerbrød ou wienerbröd, ce qui signifie « pain viennois ». La même étymologie est également à l'origine du mot finlandais viineri. À Vienne, la viennoiserie danoise est connue sous le nom de Kopenhagener Plunder, en référence à Copenhague, ou bien de Dänischer Plunder.

## Histoire
Les origines de la viennoiserie danoise sont souvent attribuées à une grève des employés de boulangerie ayant démarré au Danemark, en 1850. Cette grève amena les boulangers à embaucher de la main-d'œuvre étrangère, dont plusieurs boulangers autrichiens, qui apportèrent avec eux de nouvelles pratiques et de nouvelles recettes de pâtisserie. La pâtisserie autrichienne connue sous le nom de Plundergebäck devint rapidement populaire au Danemark et, une fois la grève terminée, les boulangers danois adoptèrent les recettes autrichiennes, tout en les adaptant à leurs goûts et à leurs traditions en augmentant la quantité d'œufs et de matière grasse, par exemple. Cet épisode aboutit à la création de ce que l'on appelle maintenant les viennoiseries danoises,.
Parmi les techniques de cuisson et les traditions apportées par les boulangers autrichiens se trouvait la technique du laminage viennois. C'est en raison de cette innovation que les Danois baptisèrent la pâtisserie wienerbrød (pain de Vienne) et, comme indiqué précédemment, ce terme reste d'usage dans le nord de l'Europe. À cette époque, presque toutes les pâtisseries et produits de boulangerie portaient des noms exotiques au Danemark[réf. nécessaire].

### Au Danemark

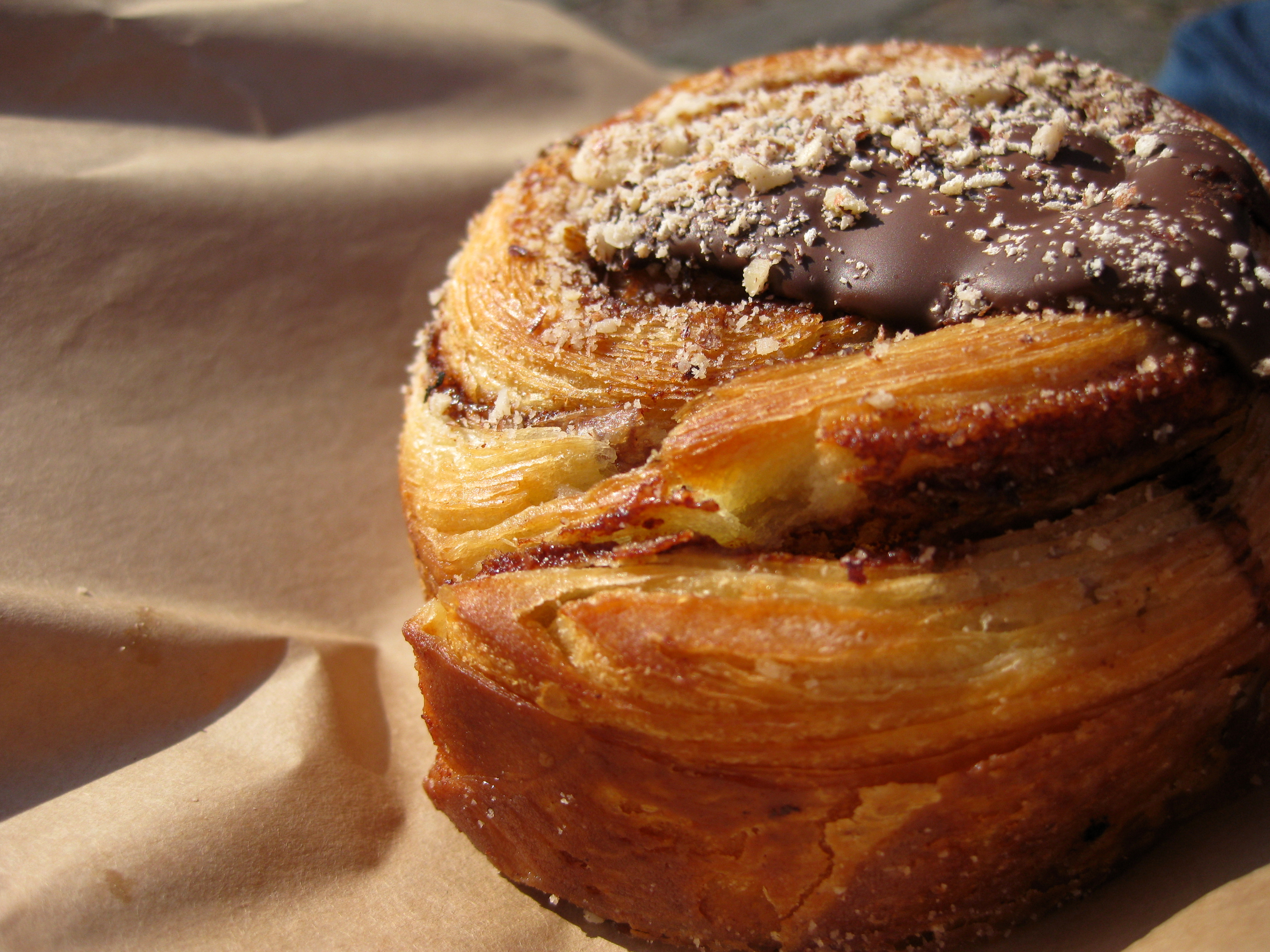
Une viennoiserie danoise à la cannelle, au chocolat et aux noix dans une boulangerie danoise

Les viennoiseries danoises telles que consommées au Danemark se présentent sous des formes et appellations variées. Certaines sont recouvertes de chocolat, de sucre perlé, de glaçage ou d'éclats de noix, et garnies de nombreuses préparations telles que confiture (généralement de pomme ou de pruneau), remonce (une garniture danoise à base de beurre, de sucre et souvent d'amandes), massepain ou crème anglaise. Leurs formes sont nombreuses : cercles garnis (connus au Danemark sous le nom de spandauers), formes en huit, spirales (aussi appelées escargots) sans oublier les kringles en forme de bretzels,.

## Variétés
En Suède, les viennoiseries danoises sont typiquement préparées à la Spandauer, souvent avec de la crème anglaise à la vanille.
Au Royaume-Uni, diverses préparations et ingrédients tels que confiture et crème anglaise, ou bien abricots, cerises, raisins secs, amandes effilées, noix de pécan ou toffee caramélisé sont placés sur ou dans des sections de pâte divisée, qui sont ensuite cuites au four. On ajoute souvent de la cardamome pour rehausser les arômes sucrés.
Aux États-Unis, les viennoiseries danoises sont généralement garnies de fruits ou de fromage à la crème sucré avant la cuisson. Les danoises aux noix sont également populaires en Suède et dans les pays où l'on ajoute souvent du chocolat et du sucre en poudre aux pâtisseries.

En Argentine, elles sont généralement garnies de confiture de lait ou de pâte de coing. 

Viennoiseries danoises de par le monde
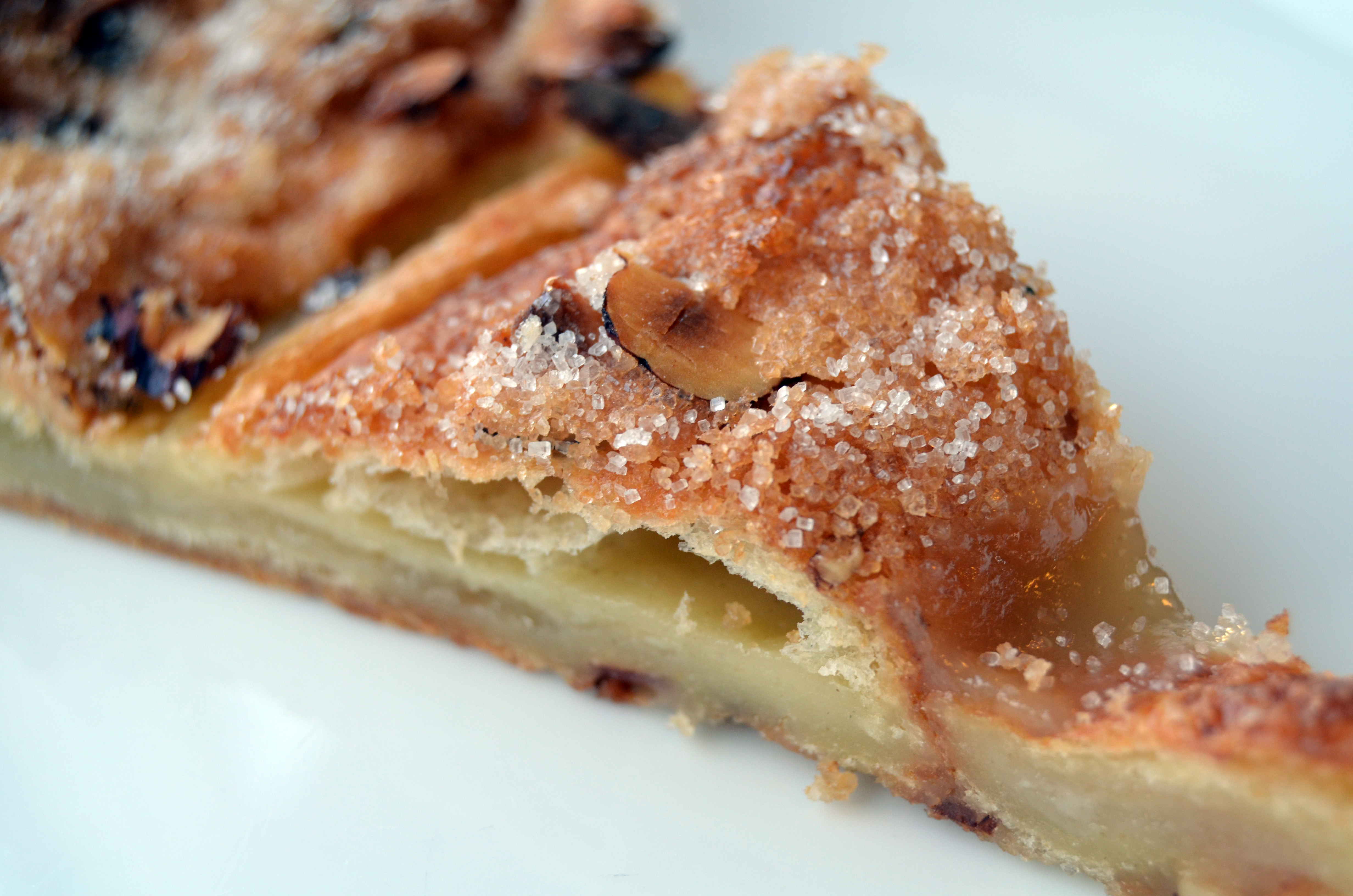
Une part de kringle garnie de remonce, une variété de viennoiserie danoise répandue au Danemark
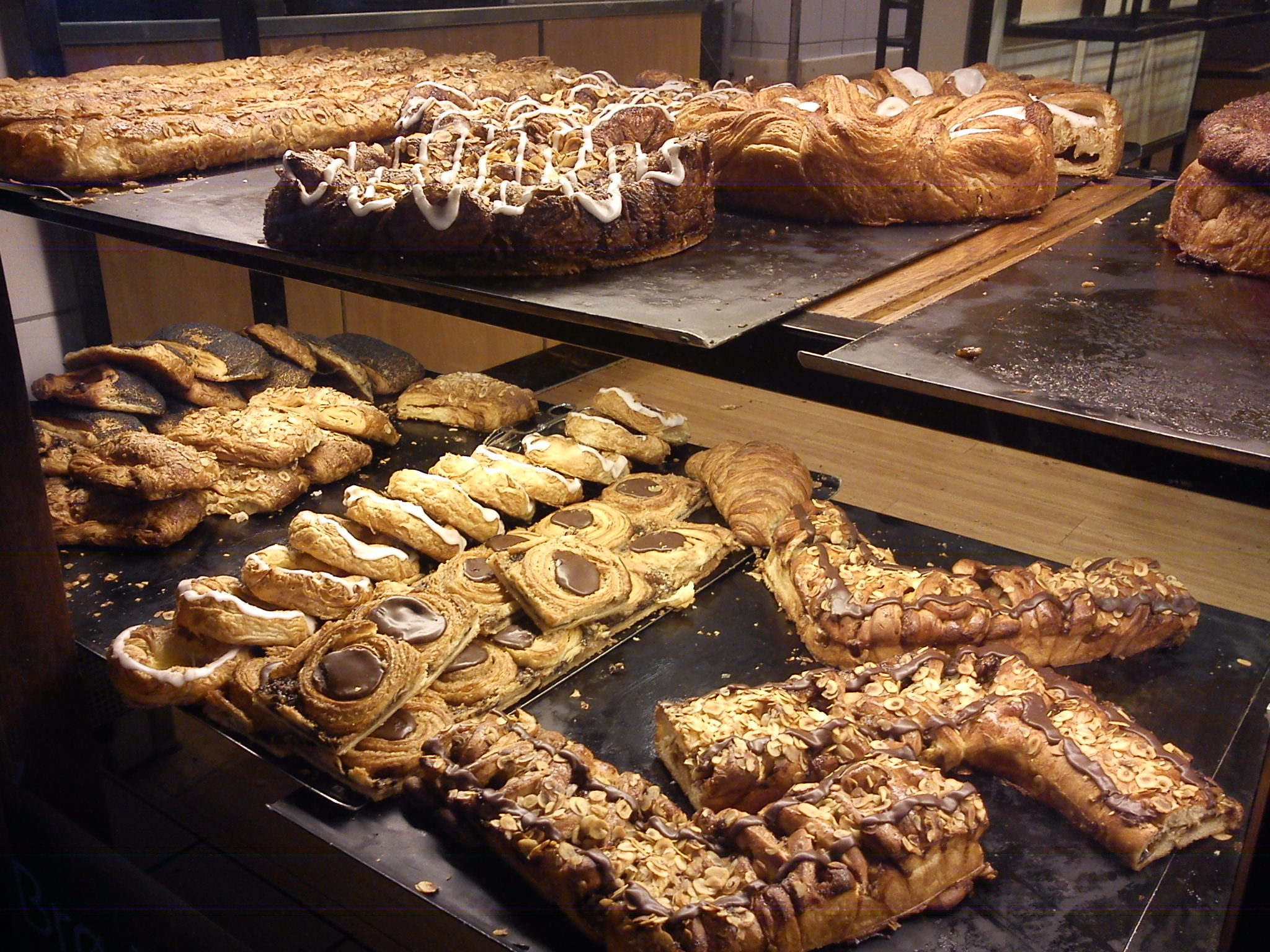
Sélection de viennoiseries danoises dans une boulangerie, au Danemark
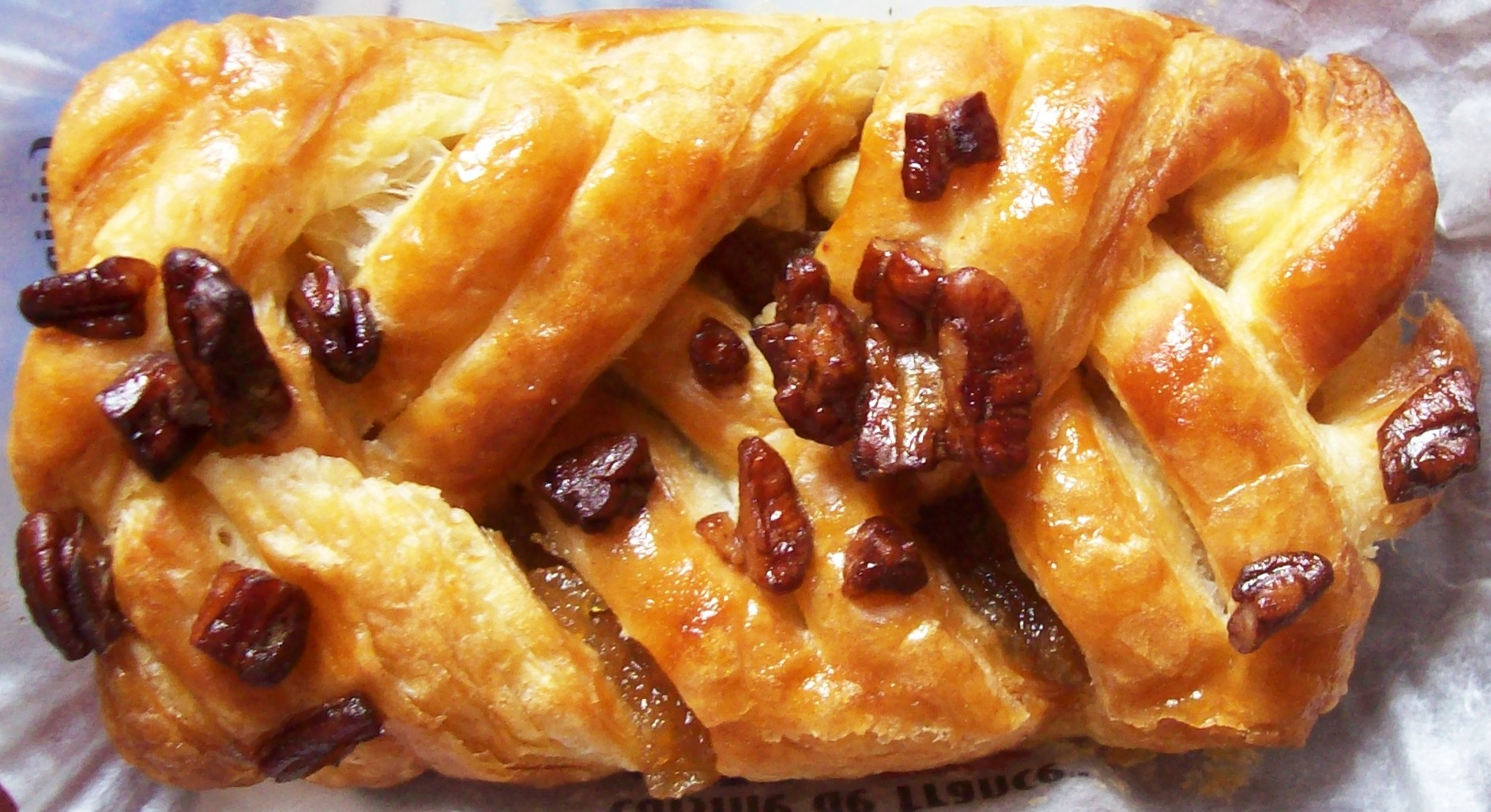
Viennoiserie danoise aux noix de pécan et au sirop d'érable, en France
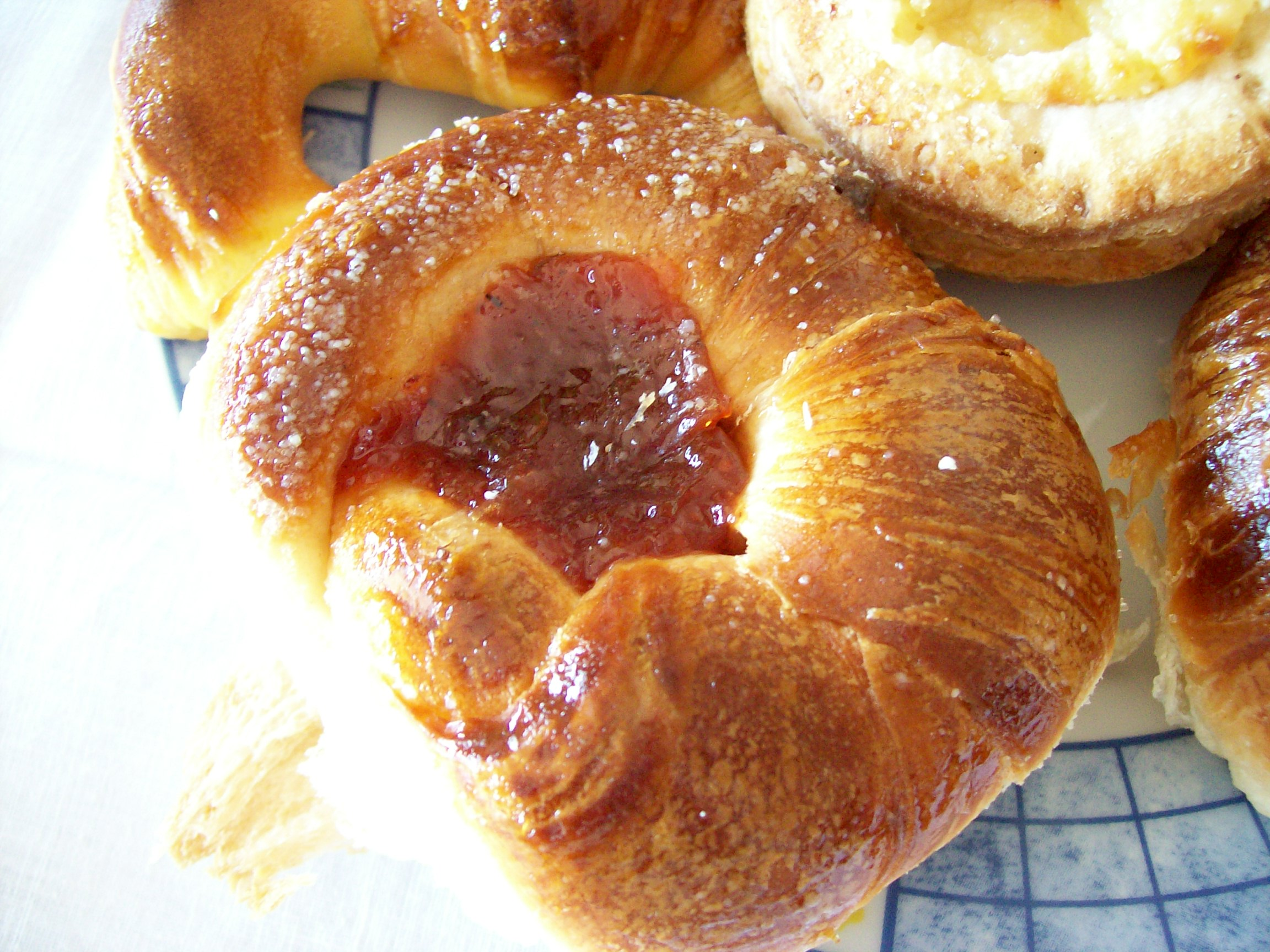
Facturas argentines garnies de pâte de coing
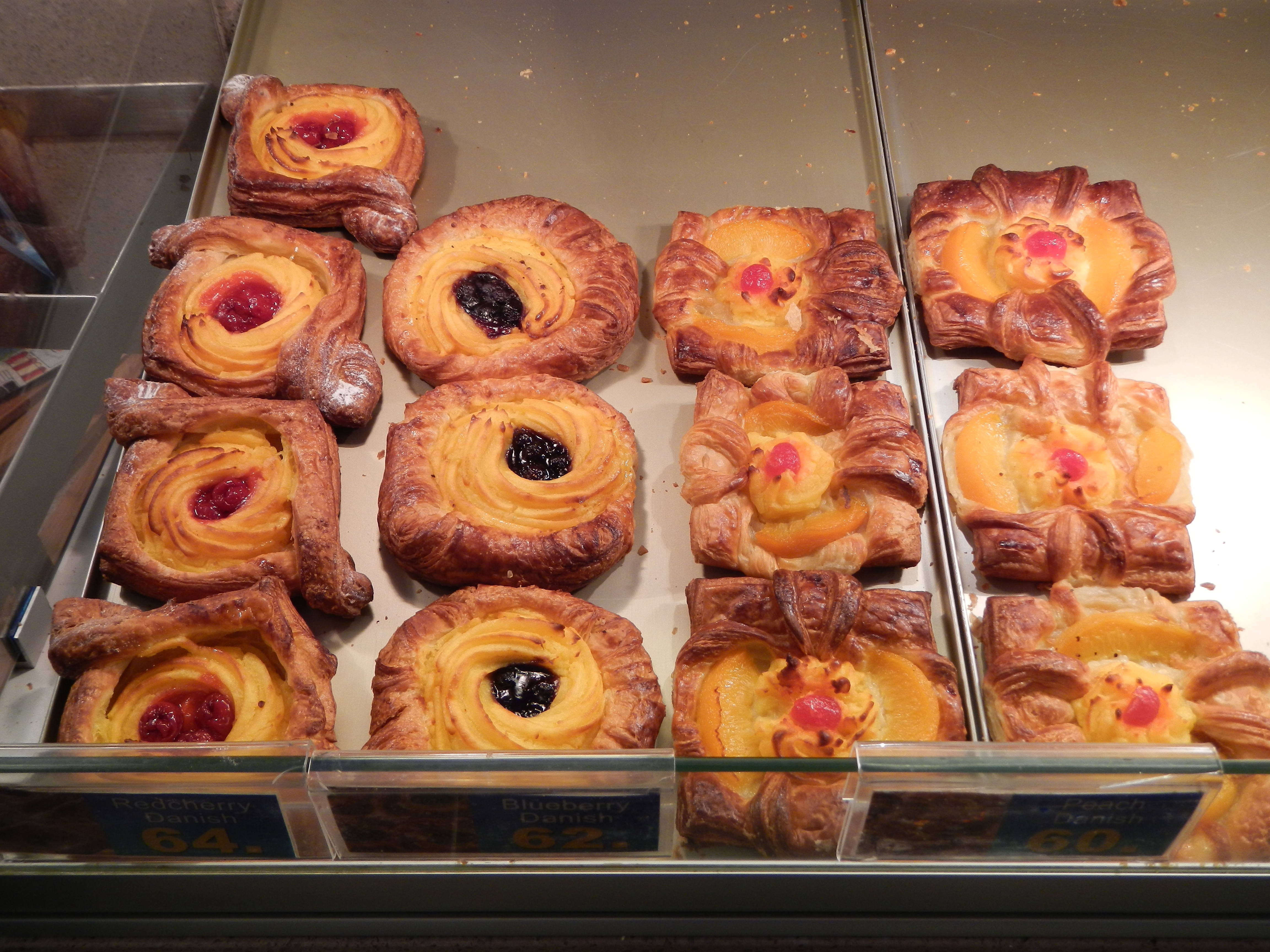
Viennoiseries danoises aux Philippines

### Aux États-Unis

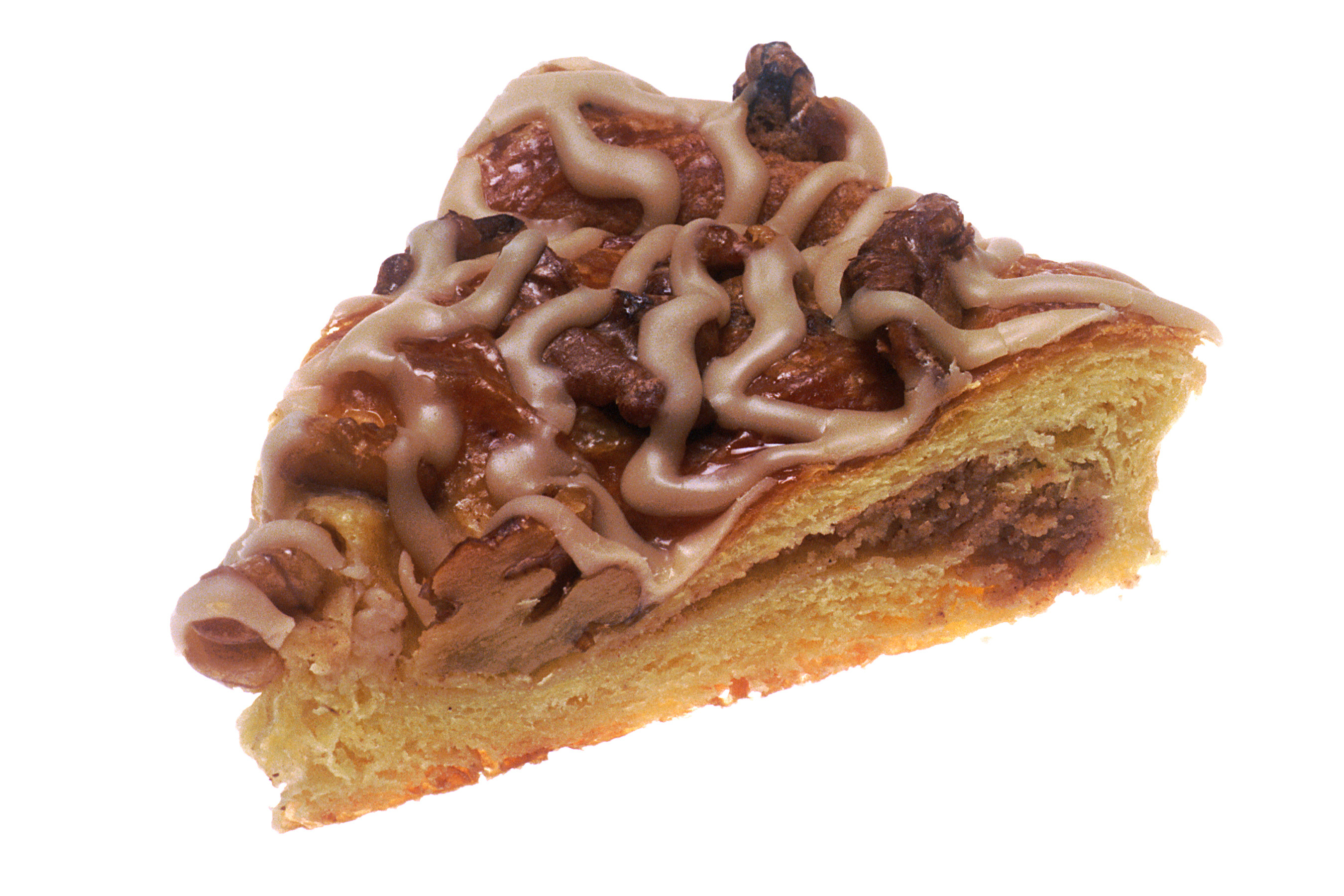
Une part de crumble aux pommes américain façon danoise

Les viennoiseries danoises furent introduites aux États-Unis par des immigrants danois. Lauritz C. Klitteng, originaire de Læsø, popularisa la « viennoiserie danoise » en Amérique entre 1915 et 1920 et, selon ses dires, en aurait préparé pour le mariage du président Woodrow Wilson en décembre 1915. Klitteng fit le tour du monde pour promouvoir sa recette et reçut l'attention de plusieurs périodiques des années 1920 tels que le National Baker, le Bakers' Helper et le Bakers' Weekly. Klitteng tint brièvement son propre atelier de cuisine danoise au 146 Fifth Avenue à New York.
Herman Gertner, propriétaire d'une chaîne de restaurants à New York, y avait fait venir Klitteng pour vendre des viennoiseries danoises. L'avis de décès de Gertner parut dans le New York Times daté du 23 janvier 1962, dont voici un extrait : 
« Au cours de sa carrière, M. Gertner se lia d'amitié avec un boulanger danois qui le persuada que les viennoiseries de son pays pourraient plaire aux New Yorkais. M. Gertner commença à les proposer dans son restaurant et le succès fut immédiat. »

## Polémique des caricatures
Lors de la polémique sur les caricatures de Mahomet du journal Jyllands-Posten de 2006, plusieurs groupes religieux iraniens préconisèrent de changer le nom de la très populaire viennoiserie danoise (shriniye danmarki) en raison de ses liens avec le pays à l'origine des caricatures incriminées. L'Association iranienne des fabricants de confiseries choisit le terme « Roses du prophète Mahomet » comme nouvelle dénomination pour les viennoiseries danoises fabriquées dans le pays à compter du 15 février 2006, mais cette appellation ne fit pas l'unanimité dans les boulangeries et son utilisation fut de courte durée. Dans le même ordre d'idées, dans plusieurs pays musulmans, de nombreux manifestants outrés par les caricatures de Mahomet boycottèrent les produits danois. Le terme « Roses de Mahomet » (en persan : گل محمدی gole mohammadi, littéralement : « fleur de Mahomet ») se trouve être un équivalent persan traditionnel pour désigner une espèce de rosier.

## Voir également
Portail Alimentation et gastronomie
- Cuisine danoise
- Liste de pâtisseries
- Pan dulce
- Donut